# Spider-Woman (Mattie Franklin)
Martha «Mattie» Franklin, alias Spider-Woman, es una superheroína ficticia que aparece en los cómics estadounidenses publicados por Marvel Comics. Es la sobrina de J. Jonah Jameson y es el tercer personaje en usar el alias de Spider-Woman.
Mattie Franklin hizo su debut cinematográfico en la película animada Spider-Man: Across the Spider-Verse (2023), representada como miembro de la Spider-Society de Miguel O'Hara, y es interpretada en acción real por la actriz Celeste O'Connor en la película del Universo Spider-Man de Sony, Madame Web (2024).

## Historial de publicación
El personaje apareció por primera vez en Spectacular Spider-Man # 262 (en las sombras), en noviembre de 1998. Su primera aparición completa fue en The Amazing Spider-Man # 441 (1998), y su primera aparición como Spider-Woman fue en The Amazing Spider-Man vol. 2 # 5 (1999), el comienzo de un crossover de tres partes que condujo directamente al lanzamiento de su propia serie Spider-Woman.Al igual que Spider-Woman volumen 1, Spider-Woman el volumen 3 enfrentó a la protagonista contra villanos macabros y grotescos, y presentó un arco de historia final en el que se mira en un espejo y ve su propia cara arrugada hasta la piel y los huesos. Como broma, Spider-Woman cambia constantemente los trajes a lo largo de la serie, incluida una carrera de cuatro números (# 2–5) en la que adopta un nuevo traje para cada tema. Sin embargo, las ventas fueron mediocres y la serie se canceló con el número 18 (diciembre de 2000).
Después de casi dos años de ausencia, Mattie Franklin regresó para un arco de historia de seis temas en Alias # 16-21, pero el personaje pasa toda la historia (excepto un epílogo de tres páginas) en un estado semiconsciente. La serie limitada 2007-2008 Loners representó la primera aventura activa de Mattie Franklin en más de seis años.

## Biografía del personaje
Martha «Mattie» Franklin era una joven con problemas que creció con su padre después de que su madre llamada Kate Franklin murió. A Ella se le concedierón sus poderes cuando, después de oír por casualidad una llamada telefónica entre su padre y Norman Osborn sobre La Reunión de los 5, ella toma el lugar de su padre durante La Reunión y fue dotada de los imponentes poderes que Norman Osborn deseaba para sí mismo.
Durante uno de los retiros temporales de Spider-Man, ella lleva un traje casi idéntico y se llena para él. Mattie ha sido durante mucho tiempo una fanática obsesiva de Spider-Man que inspiró su carrera en un superhéroe. Esta obsesión se acompaña de sentimientos románticos reprimidos por él, que ella reveló durante un estado de delirio después de sufrir una lesión en la cabeza en la batalla. Ella es derrotada por Shadrac, obligando a Spider-Man a volver al traje y salvarla. Después del regreso de Spider-Man, ella asume la identidad de Spider-Woman. En algún momento Charlotte Witter, una Cuarta Mujer Araña pero villana que también paso por el nombre de la Mujer Araña , la atacó y robó sus poderes. Mattie continuó peleando contra Witter y no sólo logró reabsorber sus propios poderes, también absorbió los poderes de ambas Spider-Woman anteriores. Asistida por Madame Web y Jessica Drew, ella busca a los supervillanos donde pueda encontrarlos.
Solitaria por tener solo a su padre que trabaja constantemente para vivir, Franklin se muda con J. Jonah Jameson, un amigo cercano de su padre, y su esposa llamada Marla, que resulta ser su tía. ienen a Franklin (una estudiante «A» directa) inscrita en una escuela privada, donde una compañera de clase, Cheryl, la ve usando sus poderes y se convierte en su amiga y fan más grande. Durante este tiempo, los poderes que Mattie absorbió de las anteriores Spider-Women comienzan a regresar a sus dueños originales.
Ella aparece en la serie Concurso de Campeones II. Habiendo escapado de las brutales peleas de gladiadores en las que otros superhéroes de la Tierra se lavaron el cerebro sin saberlo, huye a una misteriosa jungla y casi es asesinada por un enemigo y un amigo ingenuo por igual. Finalmente, se une a todos los héroes y veteranos originales, Iron Man y Psylocke.

### Alias
Mientras que en una primera cita, Mattie se deslizó una droga de violación de fecha. Ya que en ese momento ella ha perdido completamente el poder de resistencia a las toxinas que absorbió Jessica Drew, se ha quedado sin sentido. Un pequeño narcotraficante la explota para producir una droga llamada Hormona somatotrópica Mutante, y la utiliza para la prostitución. Con el fin de mantenerla prisionera, él regularmente la administra con drogas psicoactivas. La investigadora privada Jessica Jones, con la ayuda de Jessica Drew, rescata a Mattie y la devuelve a Jonah y Marla. Mattie recibe asesoramiento para superar su dependencia de las drogas con las que estaba sedada.

### Loners
Después de los eventos de Alias, Mattie se había retirado de ser un superhéroe y se convirtió en un investigador privado. Sin embargo, se pone el traje una vez más para rastrear a los distribuidores que estaban vendiendo el MGH, y los sigue a Los Ángeles, donde asiste a las reuniones de Excelsior y pretende dejar de usar sus poderes. En realidad, ella está usando las reuniones para reclutar un compañero para ayudarla. A ella se unen Darkhawk y Ricochet, que mantienen sus actividades en secreto del resto del grupo.
La participación del trío en el busto anular de MGH se revela cuando el allanamiento posterior de Ricochet en un laboratorio de Fujikawa da como resultado que Lightspeed sea gravemente herida por Hollow (anteriormente Penance). El grupo se enfrenta a una mujer que lleva guardias blindados y Delilah; Han venido a reclamar huecos. El asunto se resuelve pacíficamente por Mickey Musashi; Mattie está frustrada por permitir que los malos se vayan. Sin embargo, Mickey le recuerda que ella está deshaciendo el daño por el cual ella, Darkhawk y Ricochet son responsables. Se reveló que otra razón para unirse al grupo de apoyo fue que estaba investigando en secreto a los Slingers. Mientras que en la casa de Johnny, ella comienza a buscar alrededor, buscando evidencias cuando es atrapada por Johnny con quien se acuesta para que él no sospeche. Posteriormente, ella se pone en contacto en privado con el padre de Dusk, en el cual confirmó que la ex Slinger llamada Ricochet no tiene conocimiento del paradero de Cassie. Mattie y Johnny llegan más tarde al apartamento de Mickey, en el que aprenden que Phil y Chris luchan entre sí con la armadura Darkhawk. Después de derrotar a Phil, ella se entera de que Phil también hizo un trato con Fumiko Fujikawa (tal como lo hizo Mickey) y decide abandonar el grupo de apoyo, ya no confiando en ellos, señalando que se habían olvidado de cómo ser héroes al tratar de superar su Pasados heroicos. Mattie también admite que se arrepiente de haber dormido con Ricochet.

### The Gauntlet and Grim Hunt
Mientras estaba a punto de ayudar a Spider-Man contra Lady Stilt-Man, Ana Tatiana Kravinoff la atacó y la capturó. Ella se despierta el tiempo suficiente para decirle a su compañera prisionera Madame Web que le diga a Spider-Man que lo que le pasó no es culpa suya y que ella no lloró. Luego es asesinada por Sasha Kravinoff como parte de un ritual de sacrificio para revivir a su hijastro Vladimir Kravinoff. Madame Web expresa una gran cantidad de dolor antes de que la maten, la reconforta con lágrimas y le dice que era una excelente mujer araña que salvó vidas.

### Dead No More: The Clone Conspiracy
Durante la historia de Dead No More: The Clone Conspiracy, Mattie Franklin estuvo entre las personas clonadas por Ben Reilly haciéndose pasar por Chacal en su compañía New U Technologies y se la ve en las sombras.Ella ataca a Silk después de espiar a J. Jonah Jameson en New U Technologies. Silk y Mattie pelean en los tejados de New U Technologies. Cuando Mattie afirma que New U Technologies está haciendo un buen trabajo y se ofrece a darle un recorrido si se quita la máscara, Silk se escapa. Más tarde se ve a Mattie con J. Jonah Jameson y una Marla Jameson clonada cuando visitan a Cindy Moon y le ofrecen un viaje rápido a New U Technologies.Después de que Jonah y Marla se van para recibir tratamiento de Marla, Mattie le dice a Cindy que conoce la identidad de Silk y la lleva a investigar las instalaciones. Mattie le dice que tiene sospechas sobre todo el experimento ya que algunos de los otros personajes revividos han mostrado leves fallos de comportamiento y la lleva a un lugar llamado «Haven» donde encuentran a Héctor nuevamente en su propio cuerpo.Mattie ayuda a Silk a lidiar con Héctor, quien vuelve a su forma fantasmal después de que su cuerpo clonado se desintegra. Los tres se dirigen al centro de transmisión donde el Virus Carrión se propaga rápidamente debido a que Marla Jameson abre las puertas. Spider-Man y Anna Maria Marconi llegan para detener la transmisión mientras Mattie le revela a J. Jonah Jameson sus superpoderes. Silk retiene la puerta para evitar que entren más huéspedes infectados y Mattie la salva de que uno de los portadores la infecte y se desmaya en el proceso. Después de que Spider-Man envía la señal de emergencia de Webware, J. Jonah Jameson y Silk encuentran a Marla y Mattie reducidos a polvo.

## Poderes y habilidades
Mattie Franklin poseía una variedad de poderes sobrehumanos. Después de participar en la ceremonia de la Reunión de los Cinco, Mattie recibió el regalo del «Poder»Esto le otorgó una fuerza sobrehumana a la par con la de Spider-Man, así como velocidad, agilidad, resistencia y reflejos sobrehumanos e invulnerabilidad. Mattie también obtuvo el poder de volar a velocidades subsónicas.
Después de una batalla con Charlotte Witter, Mattie perdió brevemente sus poderes antes de recuperar no solo los suyos, sino también los de Witter, las dos Mujeres Araña anteriores, Jessica Drew y Julia Carpenter, y Madame Web.Esto le otorgó la capacidad de producir poderosas explosiones de bioelectricidad concentrada, crear redes de energía psiónica, desarrollar cuatro «patas de araña psíquicas» en su espalda, así como leves poderes telepáticos y precognitivos. Debido a su inexperiencia, Mattie no pudo aprovechar al máximo las habilidades de las Spider-Women anteriores.
Después de poco tiempo, Julia y Jessica recuperaron sus poderes, lo que dejó a Mattie con sus habilidades originales y las de Charlotte Witter.

## Otras versiones

### MC2
Spider-Man persiguió a Norman Osborn antes que en la continuidad principal y, por lo tanto, interfirió en la ceremonia de La Reunión de los Cinco. Mattie huyó con los artefactos necesarios,y luego obtuvo el don del poder.

### Spider-Verse
Una versión de Mattie de un universo alternativo hace un breve cameo en la historia de Spider-Verse como parte del Spider-Army.

### Universo Marvel vs. Los Vengadores
Cuando una plaga convirtió a la población mundial en caníbales, Mattie estuvo entre los muchos superhéroes que sucumbieron a ella. Fue vista luchando contra la Viuda Negra, junto a su mentora infectada Jessica Drew.

## En otros medios

### Películas
- Mattie Franklin / Spider-Woman aparece como personaje secundaria en la película animada Spider-Man: Across the Spider-Verse (2023) como miembro de la Spider-Society de Miguel O'Hara. Aunque no mantiene ningún diálogo[1][2]
- Mattie Franklin/Spider-Woman aparece en la película Madame Web (2024), interpretada por la actriz Celeste O'Connor.[31]Una adolescente rebelde que vive en la ciudad de Nueva York, que está siendo perseguida por Ezekiel Sims, quien tiene visiones de Mattie, Anya Corazon y Julia Cornwall convirtiéndose en Spider-Women y matándolo. Las tres son salvadas en el metro por Cassandra Webb, quien también tiene visiones y ve a las tres siendo asesinadas por Ezekiel.

### Videojuegos
- Mattie tenía la intención de ser una de las pieles de Spider-Woman alternas de Jessica Drew en Marvel: Ultimate Alliance, al igual que Julia Carpenter; Esto se muestra en una pantalla de arte conceptual desbloqueable. Sin embargo, en el juego, fue reemplazada por Spider-Girl.
- Mattie Franklin/Spider-Woman aparece como personaje jugable en Spider-Man Unlimited.[32]